# Terence Hill
Terence Hill (født Mario Girotti, 29. marts 1939) er en italiensk skuespiller. Han er bedst kendt for rollen Trinity i flere westernfilm (såkaldte spaghettiwestern) sammen med sin mangeårige filmpartner og ven Bud Spencer.

## Filmografi (udvalg)
- Fremmedlegionens helte (1977)
- Manden med milliarderne (1977)
- Pas på! politiet kommer (1977)
- Jeg hedder stadig Nobody (1975)
- Mit navn er Nobody (1973)
- Pas på vi er rasende (1973)
- Man of the East (1972)
- De kalder mig Trinity (1970)